# Чону
«Чонуёк» (кор. 전우역 — Товарищ) — станция Пхеньянского метрополитена. Расположена на линии Чхоллима между станциями «Пульгынбёль» и «Кэсон».
Открыта 6 сентября 1973 года в составе пускового участка Пхеньянского метрополитена «Пульгынбёль» — «Понхва».
Является пересадочной на станцию «Чонсын» линии Хёксин.